# Yuki Bhambri
Yuki Bhambri (hindi: यूकी भांबरी); Nova Delhi, 4 de juliol de 1992) és un tennista professional indi. És un ex-número 1 júnior i guanyador de l'Open d'Austràlia júnior de 2009, esdevenint en el primer tennista indi en guanyar l'Open d'Austràlia júnior i el quart indi de la història en aconseguir un títol individual júnior a un Grand Slam. Representa l'Índia a la Copa Davis.

## Biografia
Va començar a jugar a tennis amb 6 anys, les seves germanes grans Ankita Bhambri i Sanaa Bhambri, i també els seus cosins Prerna Bhambri i Prateek Bhambri van ser tennistes professionals.

## Palmarès

### Dobles masculins: 8 (4−4)
| Llegenda                          |
| --------------------------------- |
| Grand Slams (0−0)                 |
| ATP Finals (0−0)                  |
| ATP World Tour Masters 1000 (0−0) |
| ATP World Tour 500 (1−0)          |
| ATP World Tour 250 (3−4)          |

| Títols per superfície |
| --------------------- |
| Dura (1−2)            |
| Gespa (1−1)           |
| Terra batuda (2−1)    |

| Resultat  | Núm. | Data                   | Torneig                    | Superfície   | Parella         | Oponents                          | Marcador             |
| --------- | ---- | ---------------------- | -------------------------- | ------------ | --------------- | --------------------------------- | -------------------- |
| Guanyador | 1.   | 1 de juliol de 2023    | Mallorca, Espanya          | Gespa        | Lloyd Harris    | Robin Haase Philipp Oswald        | 6−3, 6−4             |
| Finalista | 1.   | 22 d'octubre de 2023   | Estocolm, Suècia           | Dura (i)     | Julian Cash     | Andrey Golubev Denys Molchanov    | 7−6(8), 6−2          |
| Guanyador | 2.   | 21 d'abril de 2024     | Múnic, Alemanya            | Terra batuda | Albano Olivetti | Andreas Mies J-L. Struff          | 7−6(6), 7−6(5)       |
| Finalista | 2.   | 25 de maig de 2024     | Lió, França                | Terra batuda | Albano Olivetti | Harri Heliövaara Henry Patten     | 3−6, 7−6(4), [10−8]  |
| Guanyador | 3.   | 21 de juliol de 2024   | Gstaad, Suïssa             | Terra batuda | Albano Olivetti | Ugo Humbert Fabrice Martin        | 3−6, 6−3, [10−6]     |
| Finalista | 3.   | 24 de setembre de 2024 | Chengdu, Xina              | Dura         | Albano Olivetti | Sadio Doumbia Fabien Reboul       | 4−6, 6−4, [4−10]     |
| Guanyador | 4.   | 1 de març de 2025      | Dubai, Emirats Àrabs Units | Dura         | Alexei Popyrin  | Harri Heliövaara Henry Patten     | 3−6, 7−6(12), [10−8] |
| Finalista | 4.   | 28 de juny de 2025     | Mallorca                   | Gespa        | Robert Galloway | Santiago González Austin Krajicek | 1−6, 6−1, [13−15]    |

## Trajectòria

### Individual
| Open d'Austràlia | A   | A   | 1R  | 1R  | Q3  | 1R   | A | 0 / 3   | 0 – 3   |
| Roland Garros | A   | A   | Q2  | A   | Q1  | 1R   | A | 0 / 1   | 0 – 1   |
| Wimbledon | A   | A   | Q1  | A   | A   | 1R   | A | 0 / 1   | 0 – 1   |
| US Open | A   | Q2  | Q1  | A   | Q1  | 1R   | A | 0 / 1   | 0 – 1   |
| Total Victòries−Derrotes                                                                                                   | 2−1 | 4−3 | 2−3 | 0−3 | 8−4 | 4−10 |   | 26 – 29 | 26 – 29 |
| Rànquing a final d'any | 195 | 249 | 93  | 532 | 116 | 137  |   |         |         |
| Llegenda: G: Guanyador; F: Finalista; SF: Semifinalista; QF: Quarts de final; Q: Qualificació; A: Absent; RR: Round Robin; |     |     |     |     |     |      |   |         |         |